# 德國國防軍陸軍第390警備師
德國國防軍陸軍第390警備師（德語：390. Sicherungs-Division）是納粹德國國防軍陸軍的一個警備師。該師於1944年4月改编自第390戰地教導師。
該師改编後，一直在東線後方，作為預備隊和進行警備工作。
該師最後於1944年11月解散，其部隊歸入第79國民擲彈兵師。

## 註腳
1. ↑  Mitcham（2007年）